# Ala I Augusta Xoitana
Die Ala I Augusta Xoitana (deutsch 1. augusteische Ala Xoitana) war eine römische Auxiliareinheit. Sie ist durch Militärdiplome, Inschriften und Papyri belegt. Die Ala ist mit der Ala Augusta identisch, die in Militärdiplomen, ausgestellt in der Provinz Aegyptus für die Jahre 83 bis 105 n. Chr. aufgeführt wird. In dem Papyrus CPL 212 wird sie Ala Xoitana bezeichnet.

## Namensbestandteile
- Augusta: die Augusteische. Die Ehrenbezeichnung bezieht sich auf Augustus.

- Xoitana: aus Xois. Die Ala war in Xois stationiert.

Da es keine Hinweise auf den Namenszusatz milliaria (1000 Mann) gibt, war die Einheit eine Ala quingenaria. Die Sollstärke der Ala lag bei 480 Mann, bestehend aus 16 Turmae mit jeweils 30 Reitern.

## Geschichte
Die Ala war in den Provinzen Aegyptus und Syria (in dieser Reihenfolge) stationiert. Sie ist auf Militärdiplomen für die Jahre 83 bis 153 n. Chr. aufgeführt.
Die Einheit wurde vermutlich nach ihrer Aufstellung in der Provinz Aegyptus stationiert. Der erste gesicherte Nachweis in Aegyptus beruht auf einem Diplom, das auf 83 datiert ist. In dem Diplom wird die Ala als Teil der Truppen (siehe Römische Streitkräfte in Aegyptus) aufgeführt, die in der Provinz stationiert waren. Ein weiteres Diplom, das auf 105 datiert ist, belegt die Einheit in derselben Provinz.
Zu einem unbestimmten Zeitpunkt zwischen 105 und 129 wurde die Einheit in die Provinz Syria verlegt. Der erste gesicherte Nachweis in Syria beruht auf Diplomen, die auf 129 datiert sind. In den Diplomen wird die Ala als Teil der Truppen (siehe Römische Streitkräfte in Syria) aufgeführt, die in der Provinz stationiert waren. Ein weiteres Diplom, das auf 153 datiert ist, belegt die Einheit in derselben Provinz.
Eine Vexillation der Ala nahm am Partherkrieg des Lucius Verus (161–166) teil. Sie wird in der Inschrift (CIL 3, 600) als Teil der Einheiten aufgelistet, die unter der Leitung von Marcus Valerius Lollianus standen. In der Inschrift steht, dass Lollianus Kommandeur in Mesopotamia über Abteilungen ausgewählter Reiter der Alen […] und der Kohorten gewesen ist.

## Standorte
Standorte der Ala in Aegyptus waren möglicherweise:
- Alexandria
- Xois

## Angehörige der Ala
Folgende Angehörige der Ala sind bekannt:

### Kommandeure
| - L. Egnatius Quartus, ein Präfekt. Er war auch Präfekt der Cohors II Claudia und Praepositus der Ala I Augusta Gemina Colonorum. | - Paullinus - Ti(berius) Iulius Ale[xan]der C[apito], ein Präfekt (um 98/102) (AE 1966, 445, CIL 3, 7130) |

### Sonstige
| - Dicacus, ein Decurio - Fronto, ein Decurio - L. Caecilius Secundus, ein Reiter - L. Cornelius Antas | - L. Vettius Diogenes - M. Antonius Dionysius - M. Marcius, ein Decurio |